# زاوتی ایلیچا (باشقیرستان)
زاوتی ایلیچا (انگلیسی: Zavety Ilyicha, Republic of Bashkortostan) یک شهرک در شهرستان ایگلینسکی استان باشقیرستان کشور روسیه است.